# وسادة هوائية

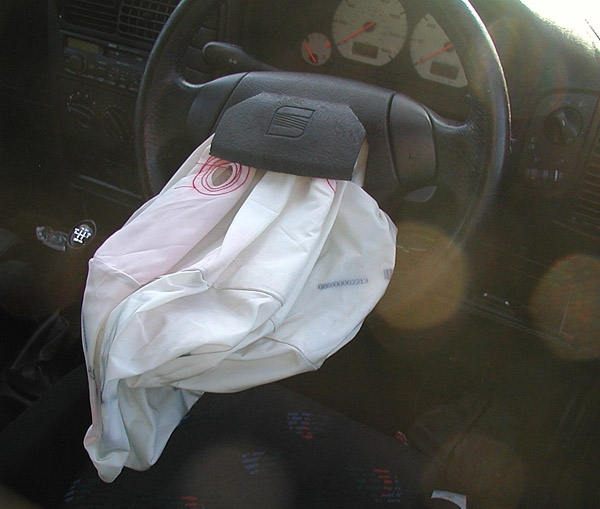
وسادة هوائية في سيارة سيات إيبيزا في حادث - الوسادة تنتفخ بالهواء خلال 0.3 ثانية.

الوسادة الهوائية (بالإنجليزية: Airbag) وسيلة لحماية راكبي السيارات عند حوادث الأصطدام. بدأ استخدام هذه الوسيلة في السيارات الفارهة والسيارات الباهظة أولًا، ثم انتشر استخدامها في عموم السيارات وأصبح ذلك بحكم القانون والتعليمات الأساسية في كثير من دول العالم، حيث أصبح تركيبها للسيارات الحديثة شبه إلزامي. الوسادة الهوائية هي جسم مرن يضاف لوسائل النقل تملأ بصورة أوتوماتيكية بالهواء أو أي غاز آخر وتنطلق من موقعها المخفي لتكون بين راكب واسطة النقل والواجهة الأمامية للواسطة لحماية الراكب وتخفيف أثر الصدمة عليه. ذكرت أنباء حديثة جاءت بها وكالة رويترز بأن شركة هوندا لصناعة الدراجات النارية قد طورت وسادة هوائية لاستخدامها على الدراجات.

## تاريخ
تطورت الوسائد الهوائية لتتعدد داخل السيارة ومن أمثلة ذلك:
- الوسائد الهوائية الستائرية (Curtain Airbags): وهي تنتشر داخل السيارة لتوفر الحماية الدائرية لركاب السيارة خاصة من الجوانب لحمايتهم من: ارتطام الرؤوس بقوائم السيارة، منع خروج أجسام الركاب من النوافذ في حالة تدهور السيارة، وسائد هوائية أمامية لحماية الركبة للراكب الأمامي.

ومن الأمثلة الأخرى على التطور الذي شهدته صناعة السيارات والذي انعكس بالتالي على تقنية الوسائد الهوائية هي تقنية الوسائد الهوائية الذكية. وتوجد هذه التقنية في فئة السيارات الفاخرة مثل مرسيدس بنز على سبيل المثال، فالوسائد الهوائية لا تنفتح عند أي كبح، وإنما يقوم الحاسب الآلي الذي يدير السيارة بالكامل بحساب قوة الكبح، لتقدير ما إذا توجب فتح الوسائد الهوائية من عدمه، حيث أن الوسائد الهوائية قد تكون مؤذية في حد ذاتها.
لقد ساعدت أكياس الهواء في تقليل مخاطر الحوادث على ركاب السيارات بنسبة 30% بعد تعميم استخدامها.[بحاجة لمصدر]
وتعمل تلك التقنية بإحداث تفاعل كيميائي سريع ينتج غازًا ينفخ كيس البالون المخفي في المقود خلال أقل من 0.015 جزء من الثانية عند حوادث السيارات التي تسير بسرعة كبيرة، بينما يمتلئ خلال 0.025 جزء من الثانية في حالة الحوادث المتوسطة السرعة. يتفاعل أزيد الصوديوم مع نترات البوتاسيوم بشكل انفجاري محررًا غاز النيتروجين. يقوم غاز النيتروجين (N2) الساخن بملء البالون، وفقًا للمعادلة التالية :
10NaN3 + 2KNO3 → 5Na2O + K2O + 16N2

## الأكياس الهوائية والحوادث

### أسباب الإصابة في الحوادث
يمكن أن ترد جميع الأضرار التي تطرأ أثناء حادث ما ـ بشكل أساسي ـ إلى أحد سببين:
- اصطدام جسم الراكب بأشياء مثل مقود السيارة مما يؤدي إلى إصابات خارجية كالكدمات والوخزات.
- تسارع مفاجئ للجسم أثناء الاصطدام مؤدياً إلى إصابات داخل الجسم ككسور العظام وتمزق الأعضاء مترافق بنزيف داخلي.

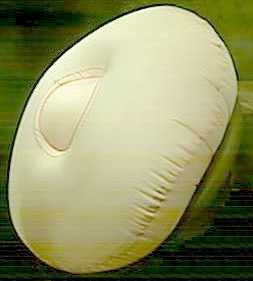
حالة تنشيط الوسادة الهوائية (عند نشرها بالكامل).

### التسارع والزخم
في اختبارات التصادم على نماذج أوليّة، تسجّل المجسات المركّبة في الدمى القيم العظمى للتسارع، ويدل التسارع الأقل على كفاءة أفضل لمقاومة التهشم، وبالتالي على خفض احتمالات حدوث الوفاة أو الإصابة الجسيمة. ينشأ التسارع عن كمية الحركة ( الزخم ) momentum التي تنتقل بين المركبة والجسم المصدوم خلال التصادم. ولأغراض الأمان يعتبر معدل انتقال كمية الحركة إلى المركبة من أهم العوامل، والذي يعتمد بدوره على عدة متغيرات في السيارة، مثل مقاومة المواد وجساءتها stiffness و المساندات supports الإنشائية وموقع المحرك وجساءة rigidity عمود المقود وغير ذلك من المعالم التصميمية. إن جميع هذه العوامل يمكنها أن تؤثر في درجة الإصابة نتيجة حادث تصادم.

### آلية العمل
لقد صممت الأكياس الهوائية لحماية الرأس والرقبة والصدر من الاصطدام بالعجلة القيادة أو الزجاج الأمامي عند تعرض السيارة لصدمات أمامية، لكنها غير مصممة لتنتفخ في حالة الصدمات الخلفية أو الجانبية أو عند انقلاب السيارة. عند حدوث صدمة أمامية معتبرة بالنسبة إلى المجس الأمامي، يقوم المجس بإرسال إشارة كهربية تبدأ تفاعلا كيميائياً يؤدي إلى انتفاخ الكيس الهوائي بغاز نيتروجيني غير ضار .. يحدث كل ذلك بسرعة تفوق طرفة العين. ولأن الأكياس الهوائية تشتمل على فتحات فإنها تفرغ الغاز مباشرة بعد اصطدامها بالسائق، وبالتالي فهي لا تحبس السائق أو تشل حركته . أما الدخان الذي قد يرى في السيارة بعد انتفاخ الكيس الهوائي فهو الغبار أو البودرة التي تتواجد على الكيس الهوائي لتسهيل حركة انتفاخه هذا وتختلف الأكياس الهوائية فيما بينها في التصميم والأداء . فقد تختلف في سرعة التصادم التي ينتفخ الكيس عندها، أو في سرعة وقوة الانتفاخ، أو حجم وشكل الكيس الهوائي، أو الطريقة التي ينتفخ بها.

### هل الأكياس الهوائية خطيرة؟
صممت الأكياس الهوائية لحماية الأرواح ولتقليل الإصابات الخطيرة، ولكي تؤدي الأكياس الهوائية وظيفتها بصورة سليمة لا بد أن تنتفخ بسرعة، وتكون قوة الانتفاخ أقصى ما تكون في أول بوصتين أو ثلاث بوصات يقطعها الكيس الهوائي بعد خروجه من خلال غطاءه بادئاً في الانتفاخ . هذه البوصات الثلاثة هي منطقة الخطر، وبعدها تقل قوة انتفاخ الكيس الهوائي. لذلك فإن الراكب القريب من الكيس الهوائي بدرجة تجعله في «منطقة الخطر» سيتعرض لطاقة انتفاخ كافية لأن تسبب له إصابة بالغة وقد تؤدي إلى وفاته في أسوأ الأحوال . لكن إذا احتاط الراكب لنفسه بأن ربط حزام الأمان وجلس على بعد كاف من غطاء الكيس الهوائي فعندها لن يتعرض لقوة الانتفاخ وسيشكل الكيس حاجز أمان له.

### التفسير الفيزيائي للعملية
بالرجوع إلى قانوني الدفع والزخم
- F∆T = Pf - Pi
- P = mv

فإن الزخم النهائي للسيارة هو صفر لأن سرعتها صفر بحسب القانون وبالتالي فإن الدفع سيساوي الزخم الابتدائي. و لكن تعمل الوسائد الهوائية على توفير دفع مضاد ويكون ذلك بتقليل القوة عن طريق زيادة زمن ملامسة الجسم بالوسائد الهوائية لأن الدفع الكبير يحدث من خلال قوة كبيرة خلال زمن قصير أو قوة صغيرة خلال زمن طويل.

## اقرأ أيضا
- دمية تجارب تصادمية